# 西橋祐理子
西橋 祐理子（にしはし ゆりこ、1964年 - ）は、日本の元スカッシュプレーヤー。現在は日本スカッシュ協会公認レベル1コーチを務める。旧姓は酒井（さかい）。

## 人物・来歴
- 1964年福岡県に生まれる
- 1976年町立上砂川小学校卒業
- 1979年町立上砂川中学卒業
- 1982年北海道砂川南高等学校卒業
- 1986年東海大学体育学部社会体育学科卒業

## 主な成績
- 1978年、全中出場(バドミントン団体)
- 1979年、全中優勝（バドミントン団体）
- 1980年、インターハイ出場（バドミントン団体）
- 1981年、インターハイ3位（バドミントン個人）
- 1981年、国体出場（バドミントン団体、個人）
- 世界選手権日本代表　1992年・1994年・1996年
- 全日本選手権準優勝　1994年・1995年